# Uffe Elbæk
Uffe Elbæk, född 15 juni 1954 i Ry, är en dansk politiker och tidigare politisk ledare för partiet Alternativet. Från 3 oktober 2011 till 5 december 2012 var han Danmarks kulturminister. Vid folketingsvalet 2011 blev han vald som ledamot för Radikale Venstre. Han har tidigare varit medlem av Aarhus Byråd.
Den 17 september 2013 meddelade Uffe Elbæk, att han hade utträtt ur Radikale Venstre, och att han fortsatte som ledamot i Folketinget som partilös.
Den 27 november 2013 grundade han partiet Alternativet. Den 23 februari 2015 meddelade Uffe Elbæk, att Alternativet hade samlat in tillräckligt med underskrifter för att bli godkända för att ställa upp till val till Folketinget (danska: opstillingsberettiget). Detta blev godkänt av Inrikesministeriet den 23 mars 2015, då Alternativet fick bokstaven Å till valet. Vid folketingsvalet 2015 fick Alternativet 4,8 % av rösterna (168 788) och nio mandat i Folketinget.